# ナトリウムナフタレニド
ナトリウムナフタレニド (sodium naphthalenide) は、合成化学や有機金属化学、無機化学で用いられる一電子還元剤。CAS登録番号は [3481-12-7]。
ナトリウムナフタレニドは不安定で保存に向かないため、必要に応じて溶液が用時調製される。テトラヒドロフランやジメトキシエタンなどの溶媒中でナフタレンに金属ナトリウムを作用させて暗緑色のナトリウムナフタレニド溶液を得る。暗緑色はナフタレンが一電子を与えられてできるアニオンラジカル [C10H8]-• に由来する。
{\displaystyle {\ce {C10H8\ +Na->Na^{+}[C10H8]^{-\cdot }}}}